# Plantago psammophila
Plantago psammophila är en grobladsväxtart som beskrevs av Agnew och Chalabikabi. Plantago psammophila ingår i släktet kämpar, och familjen grobladsväxter. Inga underarter finns listade i Catalogue of Life.